# Дьёр (футбольный клуб)
«Дьёр», также «Дьёри ЭТО» (венг. Győri ETO FC — Győri Egyetértés Torna Osztály) — венгерский футбольный клуб из города Дьёр на северо-западе Венгрии. Основан в 1904 году под именем Győri Vagongyár ETO  и в дальнейшем неоднократно менял своё название. Четырёхкратный чемпион и четырёхкратный обладатель кубка Венгрии. В настоящее время выступает во втором дивизионе чемпионата Венгрии. Традиционные цвета клуба — зелёный и белый.

## Прежние названия
- 1994: Győri ETO FC
- 1992: Rába ETO FC Győr
- 1985: Győri ETO FC
- 1965: Rába ETO Győr
- 1957: Győri Vasas ETO
- 1957: Magyar Wilhelm Pieck Vagon- és Gépgyár ETO Győr
- 1954: Wilhelm Pieck Vasas ETO SK Győr
- 1953: Vasas SE Győr
- 1952: Győri Vasas
- 1950: Győri Vasas SC ETO
- 1949: Stadtauswahl Győr
- 1904: Győri Vagongyár ETO

## История
Клуб был основан в 1904 году при вагоностроительном заводе в Дьёре, и ещё до первой мировой стал играть заметную роль в своём регионе. В начале 1920-х побеждал в региональных соревнованиях, но смог впервые выйти в высший дивизион национального чемпионата лишь в 1937 году. В послевоенные годы стал постоянным участником венгерского высшего дивизиона, неоднократно побеждал в чемпионате и кубке страны.

## Достижения
Национальные турниры
- Чемпион Венгрии (4): 1963, 1982, 1983, 2013
- Второй призёр чемпионата Венгрии (2): 1984, 1985
- Третий призёр чемпионата Венгрии (4): 1967, 1974, 1986, 2008
- Обладатель Кубка Венгрии (4): 1965, 1966, 1967, 1979
- Финалист Кубка Венгрии (4): 1964, 1984, 2009, 2013
- Обладатель Суперкубка Венгрии по футболу (1): 2013

- Итого: 9 трофеев

Международные турниры
- Полуфиналист Кубка европейских чемпионов 1964/65